# كواشيوركور
الكواشيوركور (بالإنجليزية: Kwashiorkor)‏ هو مرض ينشأ بسبب سوء التغذية، وينشأ بالأخص عن النقص الحاد في المعادن والفيتامينات والبروتين الكامل، الذي يحتوي على الأحماض الأمينية التسعة التي لا يمكن للجسم تكوينها بنفسه، بل يتوجب عليه للحصول عليها من تناول الأغذية التي يوجد بها البروتين الكامل أو تكملة الأغذية ببعضها (مثل الحليب مع القمح؛ أو البيض مع البطاطس) بحيث تنتج التسعة بروتينات التي لا يستطيع الجسم تكوينها بنفسه. يحدث هذا المرض في البلدان التي تعاني من المجاعات وفي الدول النامية التي تنعدم فيها الأغذية التي تحتوي على البروتين الكامل أو من خلال الفطم المبكر، ويصيب غالباً الأطفال الذين تكون أعمارهم ما بين سنة وثلاث سنوات. وذلك بسبب حاجتهم الأساسية إلى البروتين الكامل لتنمو أجسامهم ولتؤدي مختلف وظائفها وإنتاج الطاقة.
تسمية المرض هي كلمة من إحدى لغات غانا في أفريقيا والتي تعني حرفياً «الأول-الثاني» وهي مصطلح يراد الإشارة من خلاله إلى «فطم» الطفل الأكبر من حليب أمه لكي يرضع المولود الجديد؛ فبالنسبة للأطفال يعتبر حليب الأم كاملا غذائياً من حيث يحتوي على البروتين الكامل (تسعة أحماض أمينية لا يستطيع الجسم تكوينها، وتسمى (أحماض أمينية ضرورية أو أحماض أمينية رئيسية)، وحينما تتوقف الأم عن إرضاع طفلها بسبب حمل جديد، وتقوم بتغذيته بأغذية نشوية منخفضة البروتين فإن احتمال إصابته بهذا المرض تزيد، وهذا المرض خطير جدا على الأطفال. 

## أعراض المرض

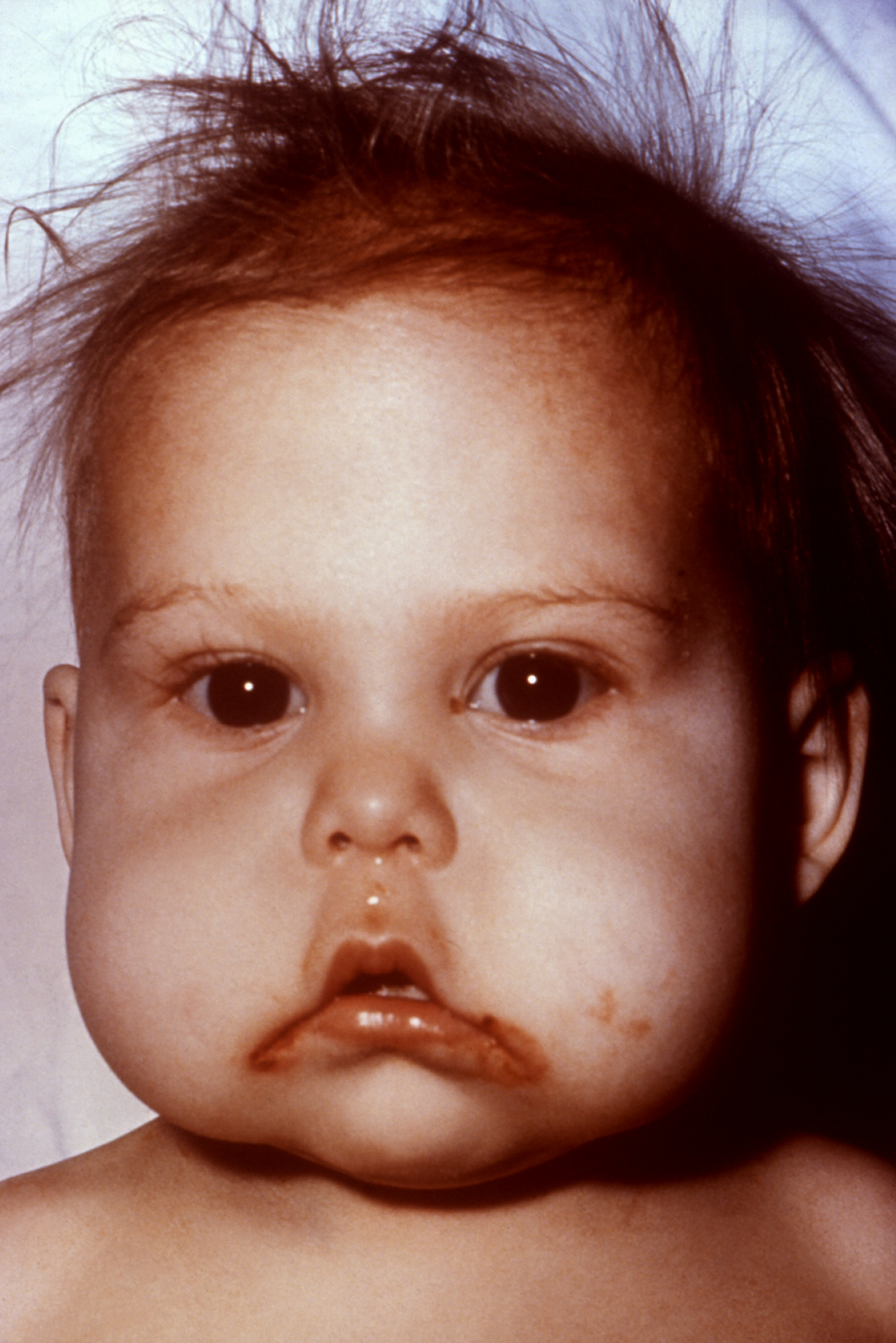
طفل مصاب بالكواشيوكور (نقص شديد في البروتينات) من سوء التغذية

يحدث هذا المرض لنقص البروتينات في غذاء الطفل. وفي المراحل المبكرة التي تحدث بعد حوالى 3 أسابيع من النقص الغذائي حيث يحدث مايلي:
1. تورم مائي في الوجه والقدمين والذي قد يوحي للأم بأن الطفل في صحة جيدة رغم أن الطفل مريض ومع زيادة نقص البروتينات يحدث التورم المائي في الوجه والأقدام والأرجل.
2. بالإضافة إلى التغيرات العقلية فيظهر الطفل متبلد الإحساس مع فقد الاهتمام وقلة النشاط.
3. وفقد الشهية للطعام ويصبح لون الطفل باهتا مع إلتهاب في الفم (نقص فيتامين ب2) وتضخم بالكبد (نتيجة ترسب الدهون بالكبد).
4. وأيضا تحدث تغيرات بالجلد حيث يصبح الجلد داكنا اللون وتظهر به شقوق وتسلخات خاصة في منطقة الأرجل.
5. وأيضا تحدث تغيرات بالشعر حيث يصبح شعر الطفل خفيفا وقليلا ويتساقط بسهولة. والطفل المصاب بهذا المرض تكون مقاومته للأمراض ضعيفة (بسبب نقص البروتينات في الغذاء)، وجهازه المناعي ضعيفاً مما يعرضه لكثير من المضاعفات المرضية مثل الالتهاب الرئوي والنزلات المعوية وغالبا ما تكون هي سبب الوفاة للطفل لضعف جهازه المناعي في مقاومة الأمراض.
6. أيضا يحدث اضطراب شديد في سوائل ومعادن الجسم ويحدث للطفل جفاف ونقص في البوتاسيوم مع زيادة حموضة الدم.
7. كما يحدث للطفل فقر دم (أنيميا) نتيجة النقص الغذائي خاصة عنصر الحديد، وأيضا يفقد الطفل شهيته للغذاء لدرجة رفض تناول الطعام كليا. في وجود أحد الأعراض السابقة يجب إدخال الطفل المستشفى لتلقي العلاج المناسب وتناول الغذاء السليم عن طريق أنبوب بالمعدة أو عن طريق الوريد.
8. انتفاخ البطن (نقص الألبومين [بروتين] في الدم يجعل الماء ينتقل من الدم إلى الأعضاء الأغشية والأعضاء المحيطة ومنها البطن).

## العلاج
لكون هذا المرض ينشأ بسبب نقص الغذاء، فإن علاجه غالباً يكون من مكملات غذائية تتكون من الحليب ِخالي من القشدة، بالإضافة إلى الأغذية الأخرى الغنية بالبروتين. ويعطى المصاب بهذا المرض كذلك مكملات غذائية من الفيتامينات والمعادن المختلفة. ولأن هذا المرض يهوي بمناعة الجسم ومقاومته للأمراض فإنه في أحيان كثيرة يعطي المريض مضادات حيوية لتساعد الجسم على استعادة مناعته ومقاومته للأمراض ويتم إسعاف الطفل بتصحيح سوائل الجسم وعلاج الجفاف، وعلاج المضاعفات، ثم العلاج الغذائي ويرتكز على إمداد الجسم بالبروتينات، ويعطي عادة مسحوق اللبن المنزوع الدسم بمعدل (125) ملجم / لكل كيلو غرام من وزن الطفل / في اليوم.